# 35-я церемония награждения премии TVyNovelas
35-я церемония награждения премии TVyNovelas или иначе премия TVyNovelas 2017 (англ. TVyNovelas Awards 2017, исп. Premios TVyNovelas 2017), состоялась 26 марта 2017 года. Трансляция премии велась в прямом эфире из студии компании Televisa в Сан-Анхеле, Мехико, Мексика. Вещание осуществлялось с 5:30 вечера по центральноамериканскому времени на телеканале Las Estrellas для стран Латинской Америки и сети Univision на территории США. Ведущими церемонии стали Майте Перрони и Кристиан де ла Фуэнте. Продюсером премии выступил Гильермо дель Боске. За юмор на премии отвечали Адаль Рамонес, Адриан Урибе и Омар Чапарро.
Выбор победителей премии осуществлялся при помощи зрительского голосования на официальном сайте премии. Голосование было открыто 16 февраля, после объявления списка номинантов на пресс-конференции с продюсером премии Гильермо дель Боске, актёрами Кристианом де ла Фуэнте и Одали Рамирес. Завершилось голосование 25 марта 2017 года. Исключением стала номинация «Лучшая теленовелла года», голосование по которой продлилось до 26 марта 2017 года, и завершилось за несколько минут до окончания трансляции самой премии. Для проведения корректного подсчёта голосов была привлечена компания PricewaterhouseCoopers.
Триумфатором вечера стала теленовелла «Кандидатка», победившая в 8 из 20 номинаций, в том числе получившая главную награду премии «Лучшая теленовелла года». Лучшей актрисой и лучшим актёром были признаны Анжелик Бойер и Себастьян Рульи за работу в теленовелле «Трижды Ана».
Всего было вручено 27 наград.
Несмотря на то, что сериалы «Яго» и «Женщины в чёрном» по своему жанру относятся к теленовеллам, эти два проекта были выдвинуты на номинацию в категории «Лучший телесериал».
Биографическому сериалу «Хоан Себастьян навсегда» продюсера Карлы Эстрады была вручена специальная награда.
За день до премии, был организован торжественный ужин номинантов. На этом ужине была вручена особая награда-признание программе «Проснись, Америка!» за телеэфир в течение 20 лет.

## Свод наград и номинаций
| Название теленовеллы на русском | Оригинальное название      | Количество номинаций | Количество наград |
| ------------------------------- | -------------------------- | -------------------- | ----------------- |
| Кандидатка                      | La candidata               | 20                   | 8                 |
| Отель секретов                  | El hotel de los secretos   | 17                   | 2                 |
| Без следа                       | Sin rastro de ti           | 12                   | 0                 |
| Трижды Ана                      | Tres veces Ana             | 11                   | 3                 |
| Вино любви                      | Vino el amor               | 9                    | 4                 |
| Сердце которое лжёт             | Corazón que miente         | 9                    | 0                 |
| Амазонки                        | Las amazonas               | 6                    | 1                 |
| Мечта о любви                   | Sueño de amor              | 6                    | 2                 |
| Дорога к судьбе                 | Un camino hacia el destino | 6                    | 0                 |
| Женщины в чёрном                | Mujeres de negro           | 3                    | 2                 |
| Яго                             | Yago                       | 3                    | 0                 |
| Просыпаться с тобой             | Despertar contigo          | 2                    | 0                 |
| Просто Мария                    | Simplemente María          | 2                    | 0                 |

## Номинанты и победители

### Теленовеллы
| Лучшая теленовелла Объявление победителей: Даниэла Ромо и Сесар Эвора | Лучший оригинальный сценарий или адаптация Объявление победителей: Майте Перрони и Кристиан де ла Фуэнте |
| --- | --- |
| - Кандидатка — Жисель Гонсалес - Отель секретом — Роберто Гомес Фернандес - Без следа — Сильвия Кано - Вино любви — Хосе Альберто Кастро - Сердце которое лжёт — МаПат Лопес де Саратини - Дорога к судьбе — Натали Лартильо                                                           | - Леонардо Бечини — Кандидатка - Карлос Куинтанилья и Адриана Пелуси — Без следа - Джанели Ли — Вино любви - Мария Антоньета Гутьеррес — Дорога к судьбе - Мария Рени Пруденсио — Отель секретом |
| Лучшая главная женская роль Объявление победителей: Себастьян Рульи | Лучшая главная мужская роль Объявление победителей: Жаклин Бракамонтес |
| - Анжелик Бойер — Трижды Ана - Сильвия Наварро — Кандидатка - Адриана Лувье — Без следа - Инес Асуэла — Отель секретом - Клаудия Альварес — Просто Мария | - Себастьян Рульи — Трижды Ана - Эрик Элиас — Отель секретом - Виктор Гонсалес — Кандидатка - Андрес Паласиос — Амазонки - Пабло Лайл — Сердце которое лжёт |
| Лучшая женская отрицательная роль Объявление победителей: Алексис Айала | Лучшая мужская отрицательная роль Объявление победителей: Лаура Кармайн |
| - Асела Робинсон — Вино любви - Диана Брачо — Отель секретом - Наилия Норвинд — Кандидатка - Ана Лаевска — Без следа - Сабин Муссье — Мечта о любви | - Хуан Карлос Баррето — Кандидатка - Хорхе Поса — Отель секретом - Алехандро Томмаси — Сердце которое лжёт - Хулиан Хиль — Мечта о любви - Хосе Элиас Морено — Без следа |
| Лучшая роль в исполнении заслуженной актрисы Объявление победителей: Галилеа Монтихо | Лучшая роль в исполнении заслуженного актёра Объявление победителей: Анжелик Бойер |
| - Елена Рохо — Кандидатка - Синтия Клитбо — Вино любви - Даниэла Ромо — Отель секретом - Патрисия Рейес Спиндола — Дорога к судьбе - Бланка Герра — Трижды Ана | - Сесар Эвора — Амазонки - Патрисио Кастильо — Кандидатка - Хесус Очоа — Отель секретом - Алексис Айала — Сердце которое лжёт - Эрик дель Кастильо — Трижды Ана |
| Лучшая женская роль второго плана Объявление победителей: Майрин Вильянуэва и Иван Санчес | Лучшая мужская роль второго плана Объявление победителей: Андреа Легаррета и Рауль Араиса |
| - Сусана Гонсалес — Кандидатка - Эухенио Каудуро — Дорога к судьбе - Илсе Салас — Отель секретом - Летисия Уихара — Просыпаться с тобой - Гретель Вальдес — Амазонки | - Карлос Ривера — Отель секретом - Рафаэль Санчес Наварро — Кандидатка - Фердинандо Валенсия — Просто Мария - Диего Оливера — Сердце которое лжёт - Хуан Пабло Медина — Без следа |
| Лучшая молодая актриса Объявление победителей: Кимберли Дос Рамос и Пабло Лайл | Лучший молодой актёр Объявление победителей: Паулина Гото и Орасио Панчери |
| - Рената Нотни — Мечта о любви - Карла Фарфан — Кандидатка - Марилус Бермудес — Амазонки - Сачи Тамаширо — Трижды Ана - София Кастро — Вино любви | - Поло Морин — Мечта о любви - Хуан Пабло Хиль — Амазонки - Федерико Айос — Кандидатка - Хосе Пабло Минор — Без следа - Джошуа Гутьеррес — Отель секретом |
| Лучшая женская роль второго плана Объявление победителей: Марибель Гуардия и Артуро Пениче | Лучшая мужская роль второго плана Объявление победителей: Ирина Баева и Андрес Паласиос |
| - Вероника Хаспеадо — Вино любви - Арселия Рамирес — Дорога к судьбе - Лаиша Уилкинс — Трижды Ана - Мария Сорте — Сердце которое лжёт - Пилар Мата — Кандидатка | - Хуан Видаль — Вино любви - Ари Тельч — Кандидатка - Эдуардо Эспанья — Отель секретом - Отто Сирго — Трижды Ана - Пабло Перрони — Без следа |
| Лучшая женская роль — открытие Объявление победителей: Гретель Вальдес и Данило Каррера | Лучшая мужская роль — открытие Объявление победителей: Марилус Бермудес и Брандон Пениче |
| - Барбара Лопес — Вино любви - Рехина Бландон — Отель секретом - Алехандра Роблес Хиль — Без следа - Джессика Сегура — Сердце которое лжёт - Мишель Гонсалес — Кандидатка | - Карлос Ривера — Отель секретом - Хуан Мартин Хуареги — Кандидатка и Без следа - Федерико Айос — Сердце которое лжёт - Сантьяго Раймундо — Мечта о любви |
| Лучшая операторская работа Объявление победителей: Майте Перрони и Кристиан де ла Фуэнте | Лучшая режиссура Объявление победителей: Клаудия Альварес и Эрик Элиас |
| - Армандо Сафра и Луис Родригес — Кандидатка - Мануэль Барахас и Армандо Сафра — Трижды Ана - Марко Винисио, Оскар Моралес и Бернардо Нахера — Сердце которое лжёт - Вивиан Санчес Росс, Мануэль Барахас и Даниэль Феррер — Отель секретом - Уолтер Дохнер и Луис Родригес — Без следа | - Эрик Моралес и Хуан Пабло Бланко — Кандидатка - Франсиско Франко и Ана Лорена Перес Риос — Отель секретом - Уолтер Дохнер и Ана Лорена Перес Риос — Без следа - Клаудия Рейес Рубио и Серихио Катаньо — Трижды Ана - Сальвадор Санчес и Сантьяго Барбоса — Вино любви |
| Лучший актёрский состав Объявление победителей: Хесус Очоа и Алехандра Баррос | Лучшая музыкальная тема Объявление победителей: Майте Перрони и Кристиан де ла Фуэнте |
| - Кандидатка — Жисель Гонсалес - Отель секретом — Роберто Гомес Фернандес - Амазонки — Сальвадор Мехия - Трижды Ана — Анхели Несма Медина - Просыпаться с тобой — Педро Дамиан | - «Se puede amar» Исполнители и автор: Пабло Альборан — Трижды Ана - «Mi verdad» Исполнители: Группа «Maná» и Шакира Авторы: Фернандо Олвера и Джордж Норьега — Мечта о любви - «El camino a donde voy» Исполнитель: Паулина Гото Авторы: Хорхе Эдуардо Маргуйя и Маурисио Арриага — Дорога к судьбе - «Instrumental» Автор: Джорди Бачбуш — Кандидатка - «Que lo nuestro se quede nuestro» Исполнитель и автор: Карлос Ривера — Без следа |

### Телесериалы
| Лучший сериал Объявление победителей: Габриэль Сото | Лучшая главная женская роль в сериале Объявление победителей: Давид Сепеда и Фабиола Гуахардо                                                                       | Лучшая главная мужская роль в сериале Объявление победителей: Адриана Лувье и Марк Тачер                                                   |
| --- | --- | --- |
| - Женщины в чёрном — Carlos Moreno Laguillo - Голубой демон (исп. Blue Demon) — Даниэль Укрос - Логин (исп. Login) — Карлос Маргуйя - Яго — Кармен Армендарис | - Ана Бренда Контрерас — Голубой демон (исп. Blue Demon) - Майрин Вильянуэва — Женщины в чёрном - Габриэла де ла Гарса — Яго - Лаура Монтихано — Логин (исп. Login) | - Диего Оливера — Женщины в чёрном - Алан Аларкон — Логин (исп. Login) - Иван Санчес — Яго - Теноч Уэрта — Голубой демон (исп. Blue Demon) |

### Телепрограммы
| Лучшая многожанровая программа Объявление победителей: Эсмеральда Пиментел и Хосе Рон                                         | Лучшая программа на платном телевидении Объявление победителей: Марлен Фавела и Хулиан Хиль |
| --- | --- |
| - Как говорится — Хеновева Мартинес - Роза Гваделупе — Мигель Анхель Эррос                                                    | - МоДжо (исп. MoJoe) — Ракель Роча - Они в эфире (исп. Miembros al aire) — Эдуардо Суарес Кастельо - Настоящие Богини (исп. Netas Divinas) — Хавьер Лабрада - Действие и бездействие (исп. Hacen y deshacen) — Йорди Росадо - Наступает ночь… и я здесь! (исп. Es de noche... ¡Y ya llegué!) — Рене Франко |
| Лучшая комедийная программа Объявление победителей: Фердинандо Валенсия и Лус Елена Гонсалес                                  | Лучшая развлекательная программа Объявление победителей: София Кастро и Хосе Пабло Минор |
| - Красавчики — Гильермо дель Боске - 40 и 20 — Густаво Лоса - Бюрократы — Исраэль Хайтович - Двойной смысл — Исраэль Хайтович | - Сегодня — Рейнальдо Лопес - Вспомнить и выиграть (исп. Recuerda y Gana) — Эдуардо Суарес Кастельо - Эль Коке ва (исп. El Coque va) — Хавьер Родригес - Давай, рассказывай! (исп. Cuéntamelo ya) — Густаво Лоса - Игра звёзд (исп. El juego de las estrellas) — Хавьер Уильямс и Андреа Салас             |

## Исполнители
- Дуэт «Sentidos Opuestos», Группs «Kabah», «Mœnia», «Magneto» и Mercurio — «Fiesta»
- Хуанес — «Fuego» и «La camisa negra»
- Joey Montana- «Picky»
- Группа CNCO — «Reggaetón lento»
- Хосе Мануэль Фигероа — «Tatuajes»
- Кристиан Кастро — «Tú estás aquí»

## В память об ушедших
Часть церемонии, посвящённая памяти ушедших из жизни артистов. Посвящение проходило под песню «Tú estás aquí» в исполнении Кристиана Кастро.
Дань уважения была отдана следующим артистам:
- Чарли Валентино
- Маргарито Эспарса
- Леонорильда Очоа
- Рубен Агирре
- Хулио Вега
- Чайито Вальдес
- Карлос Кардан
- Алдо Монти
- Мариана Карр
- Поло Ортин
- Эвита Муньос «Чачита»
- Долорес Саломон
- Марио Алмада
- Марта Рот
- Диана Эррера
- Лупита Товар
- Фернандо Руби
- Гонсало Вега
- Тони Флорес
- Абрил Кампильо
- Хуан Габриэль